# Oleg Witaljewitsch Malzew
Oleg Witaljewitsch Malzew (russisch Олег Витальевич Мальцев; * 19. November 1967 in Omsk) ist ein ehemaliger sowjetischer Judoka, der ab 1993 für Russland startete. Er war 1994 Europameister und 1995 Weltmeisterschaftsdritter im Mittelgewicht.

## Sportliche Karriere
Der für ZSKA Krasnojarsk antretende Malzew war 1987 Junioreneuropameister in der Gewichtsklasse bis 78 Kilogramm. Ab 1988 trat er im Mittelgewicht an, der Gewichtsklasse bis 86 Kilogramm. Ende 1988 siegte er bei den Weltmeisterschaften der Studierenden. Bei den Olympischen Spielen 1992 in Barcelona trat er für das Vereinte Team der Gemeinschaft unabhängiger Staaten an und unterlag in seinem Auftaktkampf dem Südkoreaner Yang Jong-ok.
Ab 1993 startete Malzew für Russland. Bei den Europameisterschaften 1993 unterlag er im Halbfinale dem für die Republik Moldau antretenden Apti Magomadov. Den Kampf um eine Bronzemedaille gewann er gegen den Litauer Algimantas Merkevičius. Fünf Monate später verlor Malzew im Viertelfinale der Weltmeisterschaften 1993 gegen den Usbeken Armen Bagdasarov und unterlag in der Hoffnungsrunde dem Ukrainer Ruslan Maschurenko. Ende 1993 gewann Malzew seinen ersten russischen Landesmeistertitel. Anfang 1994 gewann Malzew das World-Masters-Turnier in München. Bei den Europameisterschaften in Danzig bezwang er im Halbfinale den Rumänen Adrian Croitoru und im Finale den Franzosen Vincenzo Carabetta. Ende 1994 gewann er seinen zweiten russischen Landesmeistertitel. Bei den Europameisterschaften 1995 unterlag Malzew im Viertelfinale gegen Ruslan Maschurenko. Über die Hoffnungsrunde erreichte er den Kampf um die Bronzemedaille, den er gegen Vincenzo Carabetta gewann. Viereinhalb Monate später fanden in Chiba die Weltmeisterschaften 1995 statt. Dort bezwang Malzew im Viertelfinale den Franzosen Frédéric Demontfaucon. Nach seiner Halbfinalniederlage gegen den Japaner Hidehiko Yoshida gewann er die Bronzemedaille mit einem Sieg über Ruslan Maschurenko. Ende 1995 gewann er seinen dritten russischen Landesmeistertitel. Bei den Europameisterschaften 1996 erreichte er das Finale durch einen Sieg über Adrian Croitoru. Im Finale unterlag er dem Niederländer Mark Huizinga. Bei den Olympischen Spielen 1996 in Atlanta verlor Malzew seinen zweiten Kampf gegen den Usbeken Armen Bagdasarov nach 2:26 Minuten. Nach zwei Siegen in der Hoffnungsrunde verlor Malzew gegen Hidehiko Yoshida und belegte den siebten Platz.